# Johannesspiel

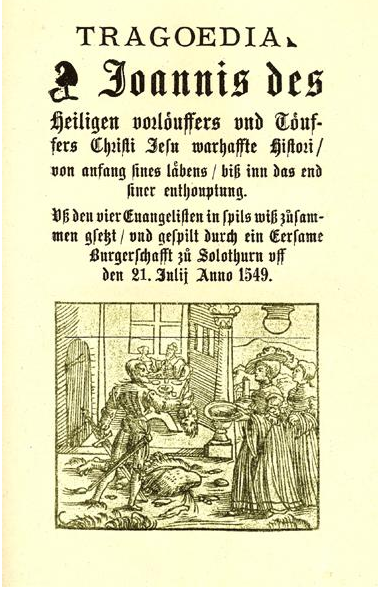
Titelseite des Johannesspiels von Johannes Aal, 1549

Das Johannesspiel war ein mittelalterliches geistliches Spiel, das das Martyrium des hl. Johannes des Täufers durch (Mk 6,17–29 ) Enthauptung zum Gegenstand hatte.
Johannesspiele wurden als Laienspiel von Ordensmännern und Gläubigen als volkssprachliche Massenveranstaltung aufgeführt, so gegen noch Ende des 20. Jahrhunderts am Schloss Cappenberg, dem früheren Prämonstratenserkloster Cappenberg bei Lünen. Eines der bekanntesten Schauspiele ist die am 21. und 22. Juli 1549 in Solothurn gezeigte, von dem Theologen Johannes Aal im Schweizer Dialekt verfasste, zwei Tage dauernde Aufführung. Die Johannesspiele, die in vielen Gemeinden aufgeführt wurden, verschwanden nach und nach mit der Ausbreitung der  Reformation, die diese Spiele als „Abgötterei“ attackierte.